# 門脇駿太郎
門脇 駿太郎（かどわき しゅんたろう、1993年〈平成5年〉12月15日 - ）は、日本の元プロバスケットボール選手、YouTuber、元サラリーマン。島根県松江市出身。ポジションはポイントガード兼シューティングガード。

## 経歴
松江市立第一中学校から島根県立松江北高等学校、九州大学を経て九州大学大学院へ進学。卒業後は上場企業に就職するが、「好きなことだけで生きていく」と決め退職。2019年にトライフープ岡山サテライトに入団。2シーズン在籍した後、2021-22シーズンよりB3リーグに新規参入した山口ペイトリオッツに移籍。山口では出場機会に恵まれず1シーズンで退団。オフシーズンにクラウドファンディングを利用してアメリカ合衆国カリフォルニア州ロサンゼルスでワークアウトを行った。帰国後、地域リーグでプレーするが、2022年をもってB1リーグへの挑戦を断念することを発表した。

## 個人成績
| シーズン   | チーム | GP | GS | MPG | FG%  | 3P%  | FT%  | RPG | APG | SPG | BPG | TO  | PPG |
| ---------- | ------ | -- | -- | --- | ---- | ---- | ---- | --- | --- | --- | --- | --- | --- |
| B3 2021-22 | 山口   | 9  | 0  | 5.0 | 29.4 | 25.0 | 66.7 | 0.3 | 0.1 | 0.2 | 0.0 | 0.2 | 1.7 |